# Omega-higasi Iwa
Der Omega-higasi Iwa (Transkription von japanisch オメガ東岩 ‚Östlicher Omega-Felsen‘) ist eine Felsformation an der Kronprinz-Olav-Küste im ostantarktischen Königin-Maud-Land. Er ragt auf der Ostseite des Kap Omega auf.
Japanische Wissenschaftler untersuchten und benannten ihn 1977.